# Dāna
Pour les articles homonymes, voir Dana.

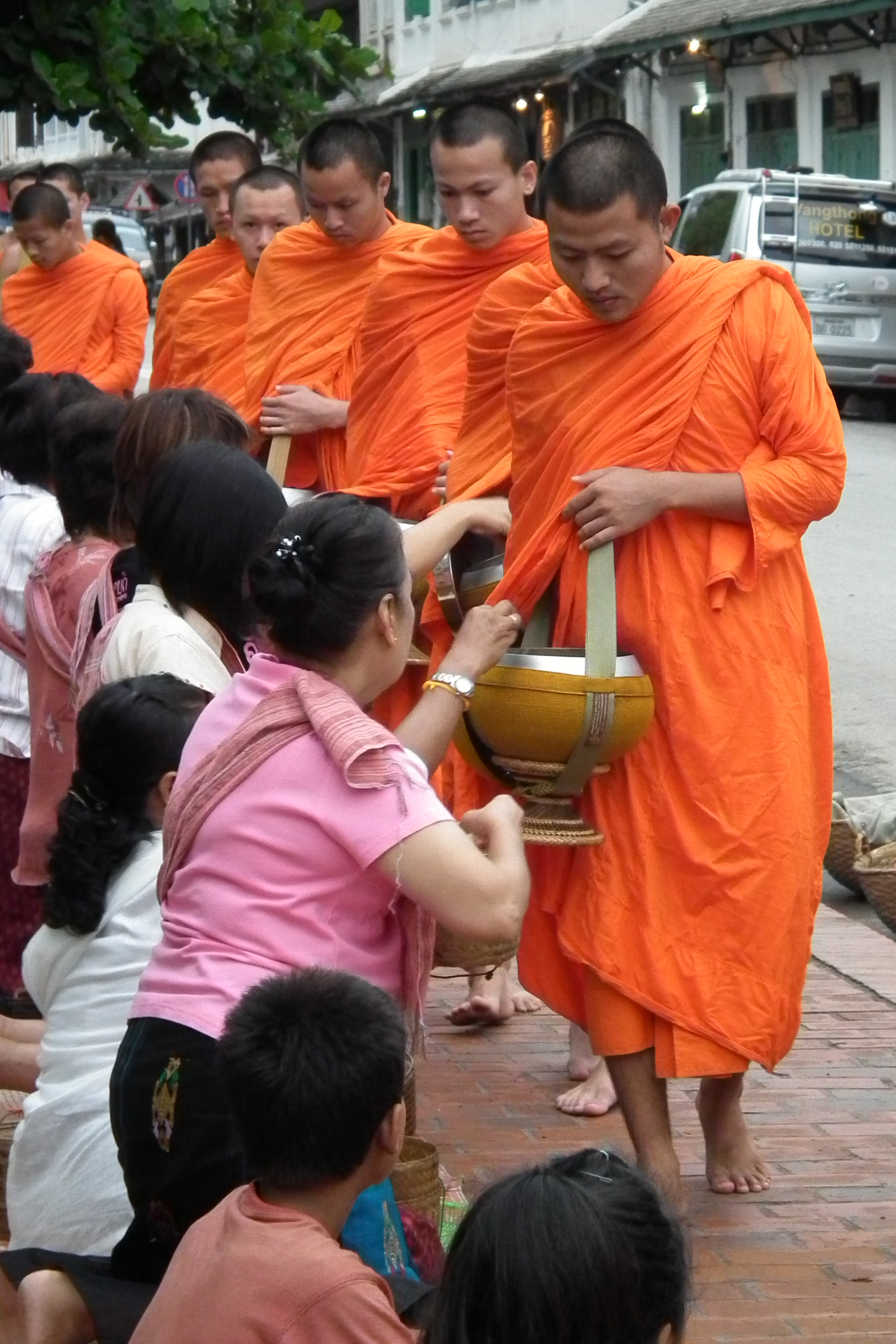
L'aumône aux moines à Luang Prabang, une pratique du Dana courante en Asie du Sud-Est.

Dāna (Pali, Sanskrit: दान dāna;  tibétain : སྦྱིན་པ, Wylie : sbyin pa, jinpa) est un mot désignant une vertu et signifiant générosité, don, ou charité. Il est utilisé dans l'hindouisme, le bouddhisme et le jaïnisme.
La première voyelle du mot dāna s'écrit avec un A macron (ā), deuxième lettre du syllabaire et alphabet devanagari.

## Dans le bouddhisme
Il se réfère aussi à la pratique de cultiver la générosité, une des vertus les plus importantes du bouddhisme. Dans sa forme la plus achevée, cette pratique correspond à la première des Perfections (paramitas) : la Perfection de Donner (dana-paramita). Cela peut être caractérisé par une générosité sans attachement et inconditionnelle, en donnant sans compter.
En tant qu’acte religieux, dāna est pratiqué tant par les religieux (bhikṣu, bhikṣuṇī)  que par les laïcs (upāsaka, upāsikā). Dans la pensée bouddhiste, il a pour effet de purifier et de transformer l'esprit du donateur. Pour les pratiquants bouddhistes, pratiquer dāna sans chercher à recevoir quoi que ce soit en retour, conduit à une plus grande richesse spirituelle et réduit les pulsions acquisitives égoïstes, cause de souffrances continues. C'est en ce sens que la mendicité (japonais: Takuhatsu (托鉢)) des moines permet aux laïcs bouddhistes de pratiquer dāna.
Dāna se rend en japonais par le terme fuse (布施). Dans le Tripitaka, on le trouve aussi associé au mot cāga qui signifie « générosité ».

## Dans le jaïnisme
Il existe plusieurs sortes de dana dans le jainisme. Le don peut être supatra dana c'est-à-dire dons aux mérites : de livres ou pécuniaires. Le don anukampa est aussi répertorié : il s'agit d'un vœu de compassion en offrant de la nourriture ou des médicaments.

## Dans l'hindouisme
Le dāna ou don est un geste inscrit dans l'histoire du sous-continent indien envers, entre autres, les temples, les dieux, les prêtres (brahmanes), les sadhus et les swamis. En Inde, les Dânapati sont les donateurs des monastères bouddhiques.
Il est d'usage de donner de la nourriture ou des vêtements à un sadhu, une vache à un professeur lors d'un rituel: un samskara. Le riz et l'huile font aussi partie des dons tout comme un lopin de terre, pour un temple par exemple. Le dana est classé dans les obligations au-dessus des tapas et est primordial pour tout fidèle.